# Zenon von Kition

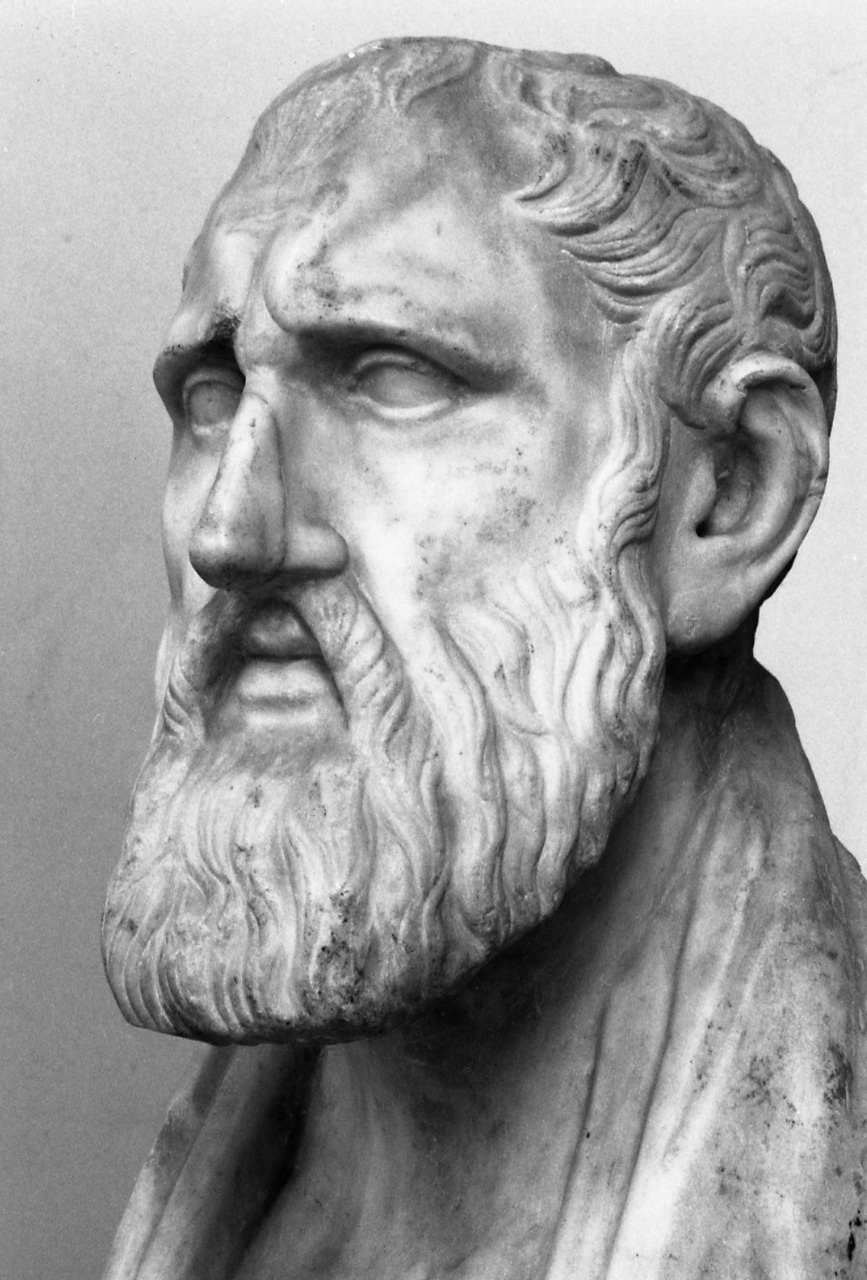
Büste des Zenon von Kition, Archäologisches Nationalmuseum Neapel, Inventarnummer 6128

Zenon von Kition (griechisch Ζήνων ὁ Κιτιεύς Zēnōn ho Kitieus; geboren wahrscheinlich 333/332 v. Chr. in Kition; gestorben 262/261 v. Chr.), auch Zenon der Jüngere genannt, war ein hellenistischer Philosoph und Begründer der Stoa.

## Leben und Lehre
Zenon war der Sohn eines wohlhabenden Kaufmanns namens Mnaseas. In welchem Jahr er geboren wurde, ist nicht sicher. Die meisten Forscher halten die Daten, die sein Schüler Persaios in der Schrift Ἠθικαῖς σχολαῖς Ēthikais scholais nennt, für am glaubwürdigsten. Demnach war sein Geburtsjahr 333/332 v. Chr.
Obwohl es Indizien dafür gibt, dass er semitischen Ursprungs war, war Zenon bereits von seinem Elternhaus her mit griechischer Sprache und Philosophie vertraut, so hat sein Vater von seinen Reisen etwa sokratische Schriften nach Kition mitgebracht.
312/311 kam er nach Athen. Als ersten Philosophen hörte er dort den Kyniker Krates von Theben. Danach waren auch die Megariker Stilpon und Diodoros Kronos und schließlich der Akademiker Polemon seine Lehrer.
Nach elf Jahren Studium begann Zenon 301/300 damit, selbst Philosophie zu lehren. In Ermangelung einer Alternative trafen sich er und seine Schüler in der Stoa poikilē („bemalte Säulenhalle“), die der philosophischen Schule der Stoa ihren Namen gab. Es ist nicht bekannt, wann sich die Stoa zu einer organisierten Schule formierte.
Von seinen Werken hat sich keines erhalten, daher lässt sich seine Lehre nur aus späteren Überlieferungen rekonstruieren. Danach lehrte er, dass es Ziel des Menschen sein müsse, tugendhaft zu leben und nicht seinen Begierden nachzugeben (die Kathēkon-Lehre); den Wechselfällen des Lebens müsse man mit einer souverän-gelassenen, philosophischen, eben „stoischen“ Haltung ruhig begegnen. Das wichtigste Ideal seiner Philosophie ist die Apatheia, die er „die Abwesenheit von Affekten“ nannte. Sie ist nach Zenon am besten zu erreichen durch Indifferenz gegen Schmerz und Lust gleichermaßen. Durch Kontrolle der Affekte erwirbt der Stoiker aber nicht nur die Apatheia, sondern auch Weisheit. Der Mensch ist seiner Ansicht nach ein zur Vernunft fähiges Wesen, dem es prinzipiell möglich sei, herrschaftsfrei zu leben (siehe Anarchie).
Die wichtigste Quelle zu Zenon bildet Diogenes Laertios, der eine Reihe von Anekdoten über den Stoiker überliefert hat. Danach sei Zenon hager und asketisch mit einem etwas vernachlässigten Äußeren gewesen, was ihn in die Nähe der Kyniker rücken würde. Er war allerdings mit Persönlichkeiten wie Chremonides und Antigonos II. Gonatas befreundet. 262/261 starb Zenon; er soll sich erhängt oder zu Tode gehungert haben, nachdem er sich eine leichte Verletzung zugezogen hatte. Man richtete ihm ein prächtiges Begräbnis aus; sein positiver moralischer Einfluss insbesondere auf die Jugend wurde geschätzt.

## Werke

### Diogenes Laertios’ Schriftenverzeichnis
Diogenes Laertios listet folgende 19 Titel auf:

#### Ethische Schriften
- Πολιτεία („Der Staat“)
- Περὶ τοῦ κατὰ φύσιν βίου („Über das naturgemäße Leben“)
- Περὶ ὁρμῆς ἢ Περὶ ἀνθρώπου φύσεως („Über Motivation oder Über die Natur des Menschen“)
- Περὶ παθῶν („Über die Leidenschaften“)
- Περὶ τοῦ καθήκοντος („Über das Angemessene“)
- Περὶ νόμου („Über das Gesetz“)
- Περὶ τῆς Ἑλληνικῆς παιδείας („Über griechische Erziehung“)

#### Physikalische Schriften
- Περὶ ὄψεως („Über die Sicht“)
- Περὶ τοῦ ὅλου („Über das All“)
- Περὶ σημείων („Über sprachliche Zeichen“)
- Πυθαγορικά („Pythagoreisches“)

#### Logische Schriften
- Καθολικά („Umfassendes“)
- Περὶ λέξεων („Über sprachliche Mittel“)
- Προβλημάτων Ὁμηρικῶν εʹ („5 Bücher über homerische Probleme“)
- Περὶ ποιητικῆς ἀκροάσεως („Über den Vortrag von Dichtung“)

#### Ohne Angabe eines Sachgebietes
- Τέχνη („Handwerk“)
- Λύσεις („Lösungen“)
- Ἔλεγχοι βʹ („2 Bücher Argumentationen“)
- Ἄπομνημονεύματα Κράτητος ἠθικά („Kommentare des Krates zur Ethik“)

### Weitere Titel
Außerdem sind folgende 6 Titel bekannt:
- Περὶ οὐσίας ("Über die Substanz")
- Περὶ φύσεως ("Über die Natur")
- Περὶ λόγου ("Über die Sprache")
- Εἰς Ἡσιόδου θεογονίαν ("Zur Theogonie Hesiods")
- Διατριβαί ("Populärwissenschaftliche Traktate")
- Χρεῖαι ("Anekdoten")

## Rezeption

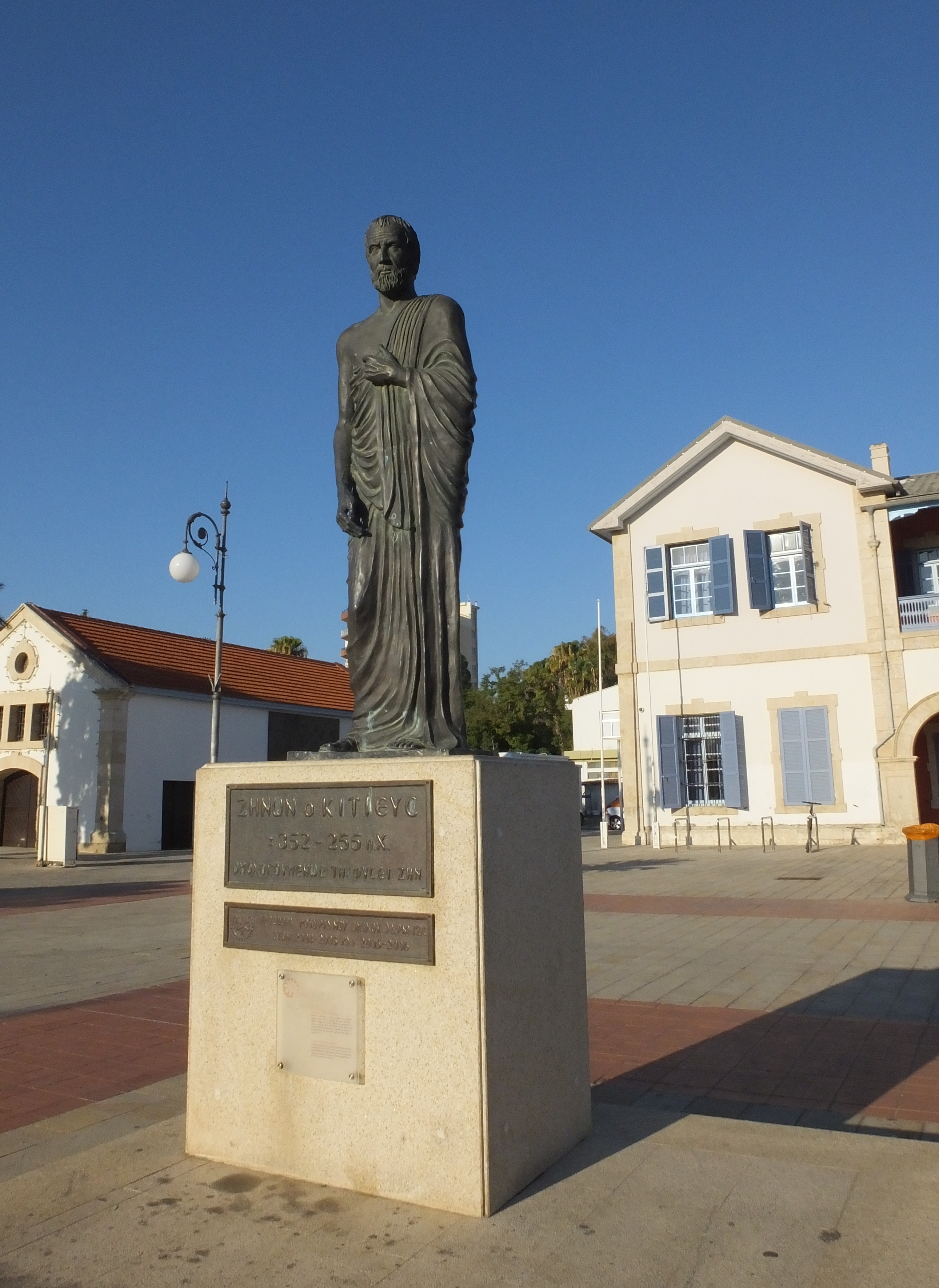
Denkmal zu Ehren Zenons in Larnaka

Zenon unterrichtete unter anderem Persaios von Kition, Ariston von Chios, Herillos aus Kalchedon, Dionysios Metathemenos, Kleanthes, Sphairos vom Borysthenes, Philonides von Theben, Kallipos von Korinth, Poseidonios von Alexandria, Athenodoros von Soloi und Zenon von Sidon.
Der Mondkrater Zeno ist nach dem Philosophen benannt.